# Poil
Poil é uma comuna francesa na região administrativa de Borgonha-Franco-Condado, no departamento Nièvre. Estende-se por uma área de 25,75 km². Em 2010 a comuna tinha 145 habitantes (densidade: 5,6 hab./km²).